# Джозеф Джойс
Джозеф Джойс (англ. Joseph Joyce, нар. 19 вересня 1985, Лондон, Лондон, Велика Британія) — британський професійний боксер, що виступає у важкій ваговій категорії. Срібний призер Олімпійських ігор 2016 року, чемпіон Європейських ігор (2015), бронзовий призер чемпіонату світу (2015) та Європи (2013). Учасник команди «British Lionhearts» у напівпрофесійній лізі WSB.

## Любительська кар'єра

### Чемпіонат Європи 2013
- 1/8 фіналу: Переміг Мілутіна Станковича (Сербія) — SD
- 1/4 фіналу: Переміг Міхеіла Бахтідзе (Грузія) — 3-0
- 1/2 фіналу: Програв Сергію Кузьміну (Росія) — TKO

### Чемпіонат світу 2013
- 1/16 фіналу: Програв Хамза Бегуерні (Алжир) — TKO

### Європейські ігри 2015
- 1/8 фіналу: Переміг Олексія Заватіна (Молдова) — KO
- 1/4 фіналу: Переміг Мантаса Валавічюса (Литва) — TKO
- 1/2 фіналу: Переміг Тоні Йоку (Франція) — 3-0
- Фінал: Переміг Гасана Гімбатова (Росія) — 3-0

### Чемпіонат світу 2015
- 1/8 фіналу: Переміг Мохамеда Арджауї (Марокко) — 3-0
- 1/4 фіналу: Переміг Алі Демірезена (Туреччина) — 3-0
- 1/2 фіналу: Програв Тоні Йоці (Франція) — 0-3

### Олімпійські ігри 2016
- 1/8 фіналу: Переміг Девілсона Мораєса (Кабо-Верде) — 3-0
- 1/4 фіналу: Переміг Баходіра Жалолова (Узбекистан) — 3-0
- 1/2 фіналу: Переміг Івана Дичка (Казахстан) — 3-0
- Фінал: Програв Тоні Йоці (Франція) — 1-2

## Професіональна кар'єра
20 жовтня 2017 року дебютував на профірингу.
5 травня 2018 року нокаутував у 2 раунді ямайця Ленроя Томаса, відібравши звання чемпіона Співдружності.
1 грудня 2018 року нокаутував у 1 раунді американця Джо Хенкса, завоювавши вакантний титул континентального чемпіона WBA.
23 лютого 2019 року Джойс здобув перемогу технічним нокаутом у 6 раунді над колишнім чемпіоном WBC Бермейном Стіверном. У 3 раунді Стіверн побував у нокдауні, а у 6 рефері зупинив побиття безпорадного ексчемпіона.
28 листопада 2020 року в бою проти Денієла Дюбуа завоював вакантний титул чемпіона Європи за версією EBU, а також відібрав титули чемпіона WBC Silver, WBO International, Співдружності і чемпіона Великої Британії BBBofC.
24 вересня 2022 року в бою проти Джозефа Паркера (Нова Зеландія) завоював вакантний титул «тимчасового» чемпіона WBO у важкій вазі.
15 квітня 2023 року несподівано поступився технічним нокаутом Чжан Чжілею (Китай) і втратив титул «тимчасового» чемпіона WBO. За умовами контракту на перший бій Джойс мав право на негайний реванш, чим він і скористався.
23 вересня 2023 року боксери зустрілися в бою вдруге. Поєдинок завершився швидше, ніж їх перше протистояння. У третьому раунді китаєць жорстко нокаутував британця.
Здобувши дострокову перемогу на початку 2024 року над британцем Каш Алі, 27 липня 2024 року доволі несподівано поступився одностайним рішенням Дереку Чісорі, побувавши в дев'ятому раунді в нокдауні. 5 квітня 2025 року зазнав чергової невдачі, програвши хорвату Філіпу Хрговичу.